# Госпитальное братство святого Антония
Госпитальное братство святого Антония (фр. L'ordre hospitalier de Saint-Antoine), также антониты или антонианцы (Antonins), — религиозное братство, католический орден типа «госпиталиты» регулярных каноников во Франции, в Сент-Антуан-л’Аббеи для ухода за больными и защиты паломников, существовавший в 1089—1803 годы. Ещё в XVIII веке орден включал в себя много монастырей, особенно во Франции, но в 1774 году слился с мальтийцами. Одежда антонитов (антонианцев) была чёрной с тау-крестом из синей лазури (геральдической «финифти») на груди.

## История создания
Богатый французский дворянин по имени Гастон, вымоливший выздоровление своего сына Герена де Валуара (Guérin de Valloire) от антонова огня перед мощами святого Антония в Ла-Мот-о-Буа (фр. La-Mothe-au-Bois; позднее Saint-Antoine-en-Viennois; ныне Сент-Антуан-л’Аббеи) в благодарность основал (1089) братскую благотворительную коммуну (фр. compagnie charitable des frères de l'aumône) для ухода за больными антоновым огнём.
В 1095 году на Клермонском соборе орден «Госпитальное братство святого Антония» был утверждён папой Урбаном II, с назначением Герена де Валуара первым гроссмейстером. Орден принял в 1218 году обет монашества и в 1298 году превращён Бонифацием VIII в братство по уставу блаженного Августина: гроссмейстер стал называться аббатом с местожительством в Сент-Антуан-л’Аббеи и был назначен генералом всех монастырей ордена.
Настоятели монастырей назывались комтурами, позднее прецепторами. Многочисленные пожертвования сделали их богатыми и доставили их ордену широкое распространение. Их прецептор в Лихтенберге был до Реформации канцлером Виттенбергского университета.